# マノロ・ガッビアディーニ
マノロ・ガッビアディーニ（Manolo Gabbiadini, 1991年11月26日 - ）は、イタリア・カルチナーテ出身のサッカー選手。ポジションはFW。UCサンプドリア所属。
姉のメラーニア・ガッビアディーニはイタリア女子代表として活躍した元サッカー選手である。

## 経歴

### クラブ
アタランタBCのユースチームでキャリアをスタートさせ、2010年3月14日、パルマFC戦でデビューを果たした。7月9日、ASチッタデッラにレンタル移籍した。ここで27試合に出場し、5ゴールを記録した。
2012年8月24日、ユヴェントスFCが共同保有権を獲得した。2012-13シーズンはボローニャFCへレンタル移籍。
シーズン終了後、ユヴェントスはアタランタから残りの共同保有権を買い取り、2013年7月9日、ガッビアディーニの共同保有権とシモーネ・ザザの保有権のトレードでUCサンプドリアへの移籍が決定。移籍最初のシーズンは35試合で10得点を記録した。
2015年1月5日、SSCナポリに移籍した。しかしゴンサロ・イグアインの控えという立場のまま終わってしまい、イグアイン退団後もアルカディウシュ・ミリクやドリース・メルテンスにポジションを奪われスタメンを確保することは出来なかった。
2017年1月31日、サウサンプトンFCに移籍した。2017年2月4日に行われたウェストハム・ユナイテッドFC戦でサウサンプトンデビューし移籍後初ゴールを決めた。2月11日のサンダーランドAFC戦では先発出場し2ゴールを決めチームの勝利に貢献。2月26日に行われたフットボールリーグカップ決勝のマンチェスター・ユナイテッドFC戦では再び2ゴールを決めたが、チームは敗れて準優勝に終わった。3月4日のワトフォードFC戦でもゴールを決めチームの勝利に貢献した。2017年2月のパフォーマンスにより、ファンによってプレミアリーグ月間最優秀選手に選ばれた。
2019年1月11日、UCサンプドリアに完全移籍で復帰することが発表された。2020年3月、イタリアで流行している新型コロナウイルスの検査でセリエAの選手としては2人目の陽性だった事が明らかになった。第32節のウデイネーゼ戦では吉田麻也のセリエA初となるアシストからゴールを決めるなど、リーグ戦では33試合に出場、11ゴールを挙げ、チームのセリエA残留に貢献した。

### 代表
イタリア代表として各年代でプレーしている。A代表デビューは2012年8月15日のイングランドとの親善試合。2015年11月17日のルーマニアとの親善試合で代表初得点を挙げた。